# Richard Ulrich
Richard Ulrich (* 1942) ist ein deutscher Spieleautor.

## Leben
Seine Laufbahn als Spielautor begann 1987 als im Verlag Herder sein Fischerspiel verlegt wurde. Danach folgten viele weitere Spiele, mit Schwerpunkt im Bereich Kinder und Umweltspiele.
Im Jahr 1992 begann seine Zusammenarbeit mit  Wolfgang Kramer. Im Rahmen dieser Zusammenarbeit entstanden viele erfolgreiche Spiele, darunter El Grande, El Caballero, Die Händler und Die Fürsten von Florenz. El Grande wurde 1996 sowohl mit dem Deutschen Spiele Preis sowie als Spiel des Jahres ausgezeichnet. Der Nachfolger El Caballero wurde auf die Auswahlliste zum Spiel des Jahres 1999 aufgenommen Die Händler und Die Fürsten von Florenz konnten sich beim Deutschen Spiele Preis platzieren. Zu El Grande erschienen in Zusammenarbeit mit Wolfgang Kramer seit 1996 zahlreiche Ergänzungen und Ausgaben.

## Ludografie (Auswahl)
- 1987: Fischerspiel
- 1989: Kreuzfahrt
- 1989: Zauberbutt
- 1990: Schlaufuchs und Stachelhaut
- 1991: Grabbelsack (mit K. Wild)
- 1992: Pfadfinder
- 1992: Öko Detektiv
- 1993: Cartoon
- 1993: Punk sucht Lady (zusammen mit Wolfgang Kramer)
- 1993: Alles dreht sich um die Wilde Wiese
- 1996: Hot Dog (zusammen mit Wolfgang Kramer)
- 1996: Flaschenpost (zusammen mit Wolfgang Kramer)
- 1996: El Grande (zusammen mit Wolfgang Kramer) – Spiel des Jahres, Deutscher Spiele Preis
- 1998: El Caballero (zusammen mit Wolfgang Kramer) – 	Auswahlliste Spiel des Jahres 1999
- 1999: Grandissimo
- 1999: Die Händler (zusammen mit Wolfgang Kramer) – 5. Platz Deutscher Spiele Preis
- 2000: Die Fürsten von Florenz (zusammen mit Wolfgang Kramer) – 3. Platz Deutscher Spiele Preis
- 2003: Buddel-Wuddel (zusammen mit Wolfgang Kramer)
- 2011: Top & Down (zusammen mit Nils Ulrich)